# Kettering (Regno Unito)
Kettering è una città di 51 063 abitanti della contea del Northamptonshire, in Inghilterra.

## Amministrazione

### Gemellaggi
- Lahnstein, Germania
- Kettering, Stati Uniti